# Bodaibo
Bodaibo (russisch Бодайбо́) ist eine Stadt in der Oblast Irkutsk (Russland) mit 15.340 Einwohnern (Stand 14. Oktober 2010).

## Geographie
Die Stadt liegt etwa 900 km Luftlinie nordöstlich der Oblasthauptstadt Irkutsk am rechten Ufer des Witim, eines rechten Nebenflusses der Lena. Nahe der Stadt mündet der Fluss Bodaibo, welcher dem Ort den Namen gab.
Die Stadt Bodaibo ist Verwaltungszentrum des gleichnamigen Rajons, Stadt- und Rajonsoberhaupt ist der Bürgermeister.
Bodaibo hat einen Flughafen sowie einen Flusshafen am Witim.

## Wappen
Beschreibung: In Rot ein liegender Luchs auf einer goldenen Truhe mit schrägem goldenen Gitter an den Seiten.

## Geschichte
1848 entdeckte Michail Sibirjakow Anzeichen von Gold im Tal des Chomolcho-Flusses und später im Lena-Becken. In den frühen 1860er Jahren gründete er mit einigen Partnern den Goldindustrieverband Scheltuchinskoje, dem ursprünglich vier (später 25) Minen gehörten. 1864 gründete er die Stadt Bodaibo als Minen-Bodaibo-Residenz, die als Versorgungsstützpunkt für die hauptsächlich nordöstlich von Bodaibo gelegenen Lena-Goldfelder.
1925 wurde dem Ort Stadtrecht verliehen.

### Lena-Massaker

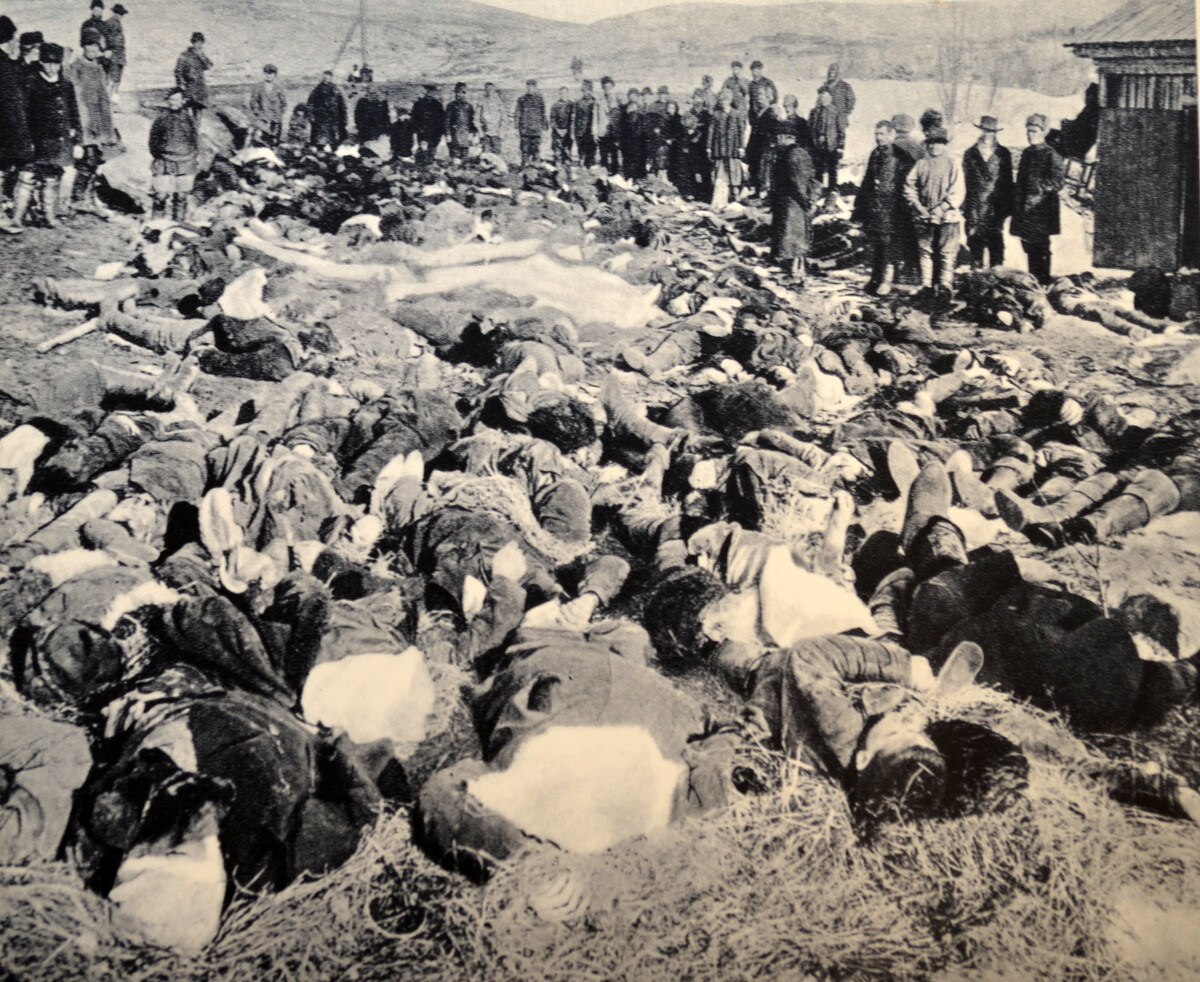
Opfer des Massakers

Am 4. Apriljul. / 17. April 1912greg. kam es bei dem Bergbauunternehmen Lena Goldfields Ltd. zu einem großen Streik mit einem Schwerpunkt in Bodaibo, in dessen Verlauf es bei Auseinandersetzungen zwischen insgesamt 6000 in der Region streikenden Arbeitern und bewaffneten Regierungskräften Tote gab. Diese Ereignisse gingen als Lena-Massaker in die Geschichte ein.
Es gab verschiedene Ursachen für den Unmut in der Arbeiterschaft: ihr Hausen in Erdhöhlen und unter Planen, die Arbeitszeit von 15 bis 16 Stunden, die schlechte Bezahlung, dazu allerlei Schikanen von Vorgesetzten und Obrigkeit. Unmittelbarer Anlass war der Verkauf verdorbenen Fleisches im Laden der Minengesellschaft. Die Bergleute bildeten ein Streikkomitee, das Verbesserungen erreichen sollte. Die Regierung schickte Truppen in die Region. Als das Streikkomitee festgenommen wurde, legten die anderen Beschäftigten die Arbeit nieder, forderten die sofortige Freilassung und gingen dafür auf die Straße. Vom Regiment wurde gezielt in die Menge von etwa 2500 vor Ort Streikenden gefeuert. 270 Tote und 250 Verwundete waren nach (späterer antizaristischer) sowjetischer Propaganda die Bilanz des Massakers. Eine andere Darstellung nennt unter Berufung auf einen Bergwerksbericht etwa 150 Tote und 100 Verwundete. Die Schreckensnachricht führte im gesamten Zarenreich zu weiteren Demonstrationen und war Anlass zu einem Massenprotest am 1. Mai 1912 mit etwa 400.000 Arbeitern.
In der Stalin-Ära kam es im gesamten Jahr 1938 zu Massenhinrichtungen von Minenzwangsarbeitern. In Bodaibo verloren 948 Lagerinsassen als angebliche „Staatsfeinde“ ihr Leben.

### Bevölkerungsentwicklung
| Jahr | Einwohner |
| ---- | --------- |
| 1939 | 20.716    |
| 1959 | 18.226    |
| 1970 | 13.898    |
| 1979 | 14.411    |
| 1989 | 20.939    |
| 2002 | 16.504    |
| 2010 | 15.340    |

Anmerkung: Volkszählungsdaten (1939 gerundet)

## Kultur und Sehenswürdigkeiten
In Bodaibo gibt es ein Heimatmuseum.
Zur Erinnerung an die über 100 Kilometer lange hiesige Schmalspurbahn – eine der längsten und ältesten in Sibirien, die von 1895 bis 1967 in Betrieb war und zur Goldmine Nadeschdinski priisk führte – wurde eine 1951 aus der DDR (von LKM) gelieferte Dampflokomotive der Baureihe GR als Denkmal aufgestellt.

## Wirtschaft
Bodaibo ist Zentrum des Lena-Witim-Goldfördergebietes, welches durch Lensoloto (Tochterunternehmen von Polyus Gold) ausgebeutet wird. Zu diesem Gebiet gehört auch die Lagerstätte Suchoi Log mit riesigen, bisher nicht abgebauten Goldvorräten.
Etwa zehn Kilometer witimabwärts mündet von der gegenüber liegenden, südlichen Seite der Fluss Mamakan, unweit dessen Mündung seit 1963 ein Wasserkraftwerk am Mamakan-Staudamm mit einer Leistung von 100 MW in Betrieb ist.